# Magyarországi tiltakozások 2007 őszén
2007-ben, bár kisebb intenzitással, de folytatódtak a kormányellenes tüntetések az egy évvel korábbi események folytatásaként.

## Március 15.
A nemzeti ünnepen zavargások törtek ki Budapesten, de erejük nem közelítette meg a 2006-os őszi zavargások mértékét.

## Szeptember 17. (Azőszödi beszédkiszivárgásának 1. évfordulója)
Szeptember 17-én a demonstrálók a Corvin közből a Kossuth térre vonultak, majd ott a négy-ötezer tüntető előtt Fáber Károly, a Rendszerváltó Fórum vezetője meghirdette, majd lezárt borítékokban szétosztotta a több nappal korábban kitalált és addig titokban tartott „Y-terv”-et, amely az államirányításban résztvevő hivatalok, az Országgyűlés és a minisztériumok blokádját jelentette volna.  Az így kialakuló helyzetben a kormányzat lemondását, az országgyűlés feloszlatását kívánták elérni. Bár a közel 8000 résztvevő megszavazta a tervet, a tüntetők között támadt nézeteltérés miatt mindössze három minisztérium előtt jelentek meg a blokádot teljesíteni akarók, akiket a rendőrség feloszlatott. Az Y-terv jogalapját az Alkotmány 2. § (2) és (3) bekezdése szolgáltatta volna. Az igazságügyminiszter államellenes szervezkedés vádjával eljárást kezdeményezett, amelyet a rendőrségi vezetés nem foganatosított. Az elképzelés jogi vitákat kavart, és a média hosszú ideig foglalkozott az üggyel.
A tüntetők vezetői szerettek volna a parlamenti pártok képviselőivel és Gyurcsány Ferenccel tárgyalni, erre azonban nem került sor. Néhányan a demonstrálók közül este megrugdosták és leköpdösték az Országházból távozó egyes kormánypárti képviselők autóit, a rendőrség azonban nem lépett közbe. Másnap, 18-án  néhány száz fő tüntetett a Magyar Televízió épülete előtt és a Kossuth téren. Vezetőik, köztük Gonda László, a Magyar Nemzeti Bizottság 2006 (MNB 2006) első embere, petíciót adtak át a köztévé hírigazgatójának, és követelték, hogy a szöveget több ízben is olvassák be, a Híradó azonban csak néhány mondatban ismertette a kiáltványt. A Rendszerváltó Fórum szakított az MNB 2006-tal, és lemondta minden későbbre tervezett tüntetését. A tüntetés este fél kilenc körül véget ért, egy ötven fő körüli csoportot, amely a Blaha Lujza tér felé indult, az Astoriánál feloszlatott a demonstrációkra hatalmas erőkkel felvonult rendőrség.

## Október 22.
- Demonstráció a Szabadság téren.
- Átvonulás a Nagymező utcába.
- Összecsapás az Operaházat őrző rendőrökkel.

## Hídlezárás október 26-án
A Kuruc.info internetes portál hivatalosan be nem jelentett tiltakozást – hídlezárást – szervezett a taxisblokád 17. évfordulójára az Erzsébet hídra. Néhány perccel reggel 8 óra után a tüntetők leléptek a járdáról, hogy megbénítsák a forgalmat. A rendőrség feloszlatta a tüntetést, a tüntetőket kiszorította az Erzsébet hídról és annak környékéről.
Az MSZP weboldalán rövid időre megjelent egy, a „kurucinfósok” megveréséről is „filozofálgató” cikk, melyben a kuruc.infón megjelent „Gyakran ismételt kérdések az Erzsébet híd pénteki blokádjáról”  c. cikkből vett idézeteket gúnyolódó hangnemben írt kommentárokkal ellátva többek között feltették a kérdést, hogy „Miért nem tudjuk agyba-főbe verni őket? Vagy legalább börtönbe dugni?”, majd röviden reklámozták a partizáninfot és tevékenységét. A cikket nem sokkal később törölték a párt honlapjáról.